# ریچارد روپر
ریچارد روپر (انگلیسی: Richard Roeper؛ زادهٔ ۱۷ اکتبر ۱۹۵۹) یک نویسنده، منتقد و روزنامه‌نگار اهل ایالات متحده آمریکا است.
او ستون‌نویس شیکاگو سان-تایمز است و به‌مدت ۸ سال، به‌همراه راجر ایبرت، مجری مجموعهٔ تلویزیونی «در فیلم‌ها» بود.
ریچار روپرت از سال ۲۰۱۵ تا ۲۰۱۷ میلادی، مجری برنامهٔ «روز بخیر شیکاگو» در شبکهٔ تلویزیونی فاکس ۳۲ بود.